# Милиця

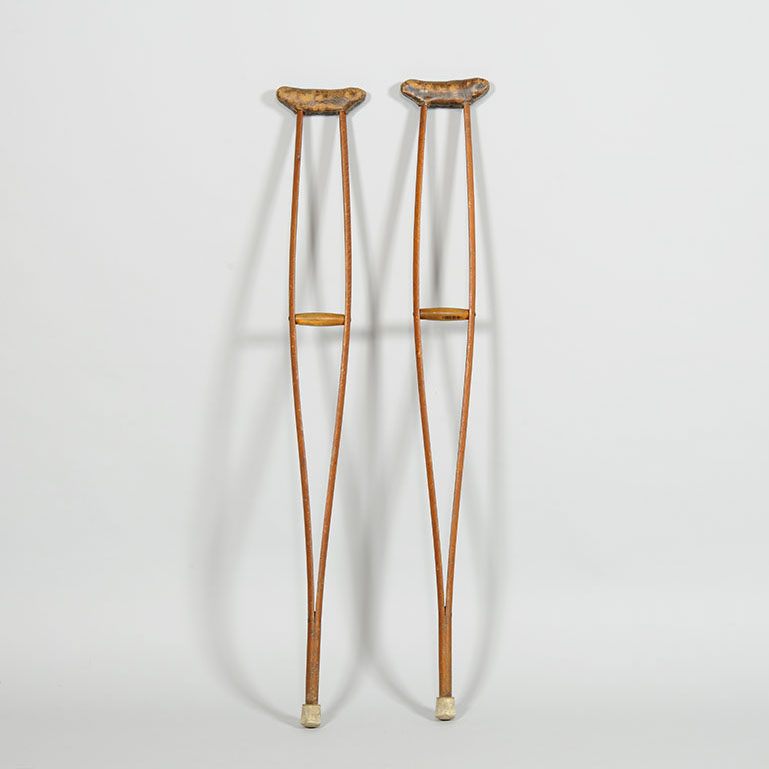
Пара пахвових дерев'яних милиць

Ми́лиця, також ко́стур — допоміжний засіб для ходіння, що переносить вагу тіла з ніг до його верхньої частини. Використовується особами, які не можуть спиратися на одну чи обидві ноги, внаслідок травми чи інвалідності.

## Історія
Милиці використовувалися вже в Стародавньому Єгипті. У 1917 році Еміль Шлік (Emile Schlick) запатентував першу милицю фабричного виробництва: вона складалася з посоха, спорядженого пахвовою перекладиною. Пізніше А. Р. Лофстренд-молодший (A. R. Lofstrand Jr) розробив перші милиці з регулюванням за зростом. Відтоді конструкція милиць мало змінилася.

## Види
Милиці існують двох типів: пахвові милиці й милиці з опорою на передпліччя.

### Милиці пахвові
Пахвова милиця складається з двох дерев'яних планок (металевих трубок), що сходяться унизу, і поміщеної між ними нижньої стійки з гумовим наконечником; зверху планки з'єднуються пахвовою перекладкою, у середині — руків'ям для кисті. Для регулювання за зростом нижня стійка може пересуватися відносно верхніх планок, фіксуючись затискачами, гвинтами або штифтами.
Пахвова перекладка часто обмотується рушником, бинтами, споряджається м'якими прокладками: тривале стискування цієї ділянки може спричинити радіальну нейропатію.
Застосовується при травмах нижніх кінцівок, а також у випадках, коли пацієнтові складно підтримувати власну вагу тіла (похилий вік, ослаблені м'язи ніг, повнота)
.
Була розроблена модель пахвових милиць з пружинами в стійках, що за задумом, мало підвищити швидкість пересування на милицях (щоправда, дослідження показали, що виграш у швидкості порівняно зі звичайними милицями був незначним).

### Милиці з опорою на передпліччя

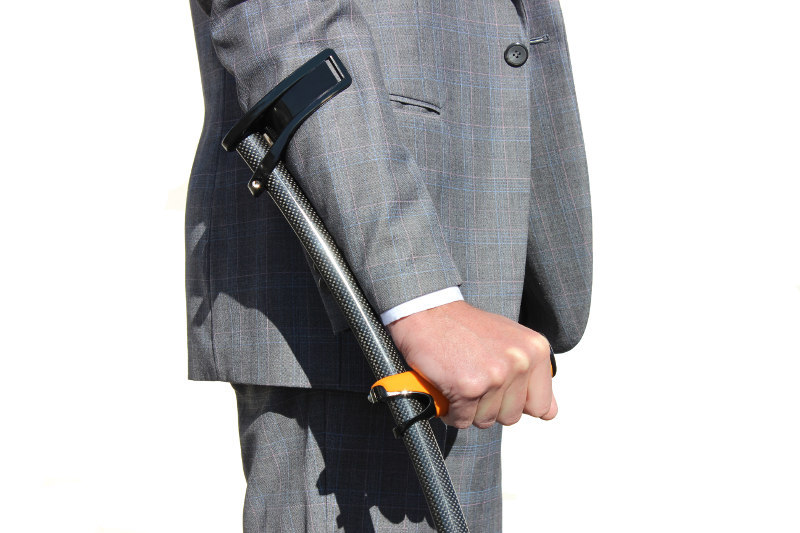
Милиця з опорою на передпліччя

Милиця з опорою на передпліччя (з опорою на лікоть, «канадка») являє собою металеву (алюмінієву) стійку, верхня частина якої вигнута під кутом близько 30°. Споряджена руків'ям для кисті і упором-затискачем у вигляді півкруглої манжети. Знизу має гумовий наконечник.
Регулювання за зростом здійснюється телескопічним способом. У деяких моделях також регулюється відстань від руків'я до упора-затискача.
Застосовується у пізній період реабілітації після травм нижніх кінцівок, коли пацієнт вже може повністю чи частково підтримувати власну вагу.

### Милиці з опорою на стегно
Використовуються рідше, але їхня перевага полягає в тому, що руки при користуванні ними залишаються вільними. Така милиця являє собою раму, що кріпиться до стегна, забезпечуючи перенесення ваги тіла зі ступні й гомілки на стегно чи коліно.

### Милиці з платформою
Зустрічаються рідко, застосовуються у випадках ослаблення сили стискування кисті (артрит, дитячий церебральний параліч). Рука фіксується на горизонтальній платформі, спорядженій руків'ям.

## Матеріали
- Дерево
- Метал (сталь, алюмінієві або титанові сплави)
- Композитні матеріали
- Вуглепластик
- Термопласти

## Інше
Поряд з милицями, особами з хворими чи пошкодженими ногами можуть використовуватися інвалідні візки, колінні самокати, ходунки, ролятори, тростини.